# Phalacronotus
Phalacronotus is een geslacht van straalvinnige vissen uit de familie van de echte meervallen (Siluridae).

## Soorten
- Phalacronotus apogon (Bleeker, 1851)
- Phalacronotus bleekeri (Günther, 1864)
- Phalacronotus micronemus (Bleeker, 1846)
- Phalacronotus parvanalis (Inger & Chin, 1959)